# Bolitoglossa biseriata
Bolitoglossa biseriata es una especie de salamandras en la familia Plethodontidae.
Habita en Panamá, el oeste de Colombia y el noroeste de Ecuador.
Su hábitat natural son bosques húmedos tropicales o subtropicales a baja altitud.
Actualmente no está amenazada de extinción, sin embargo las principales amenazas a la conservación de esta especie son la deforestación debida al desarrollo de la agricultura, asentamientos humanos, y la utilización de insecticidas y herbicidas.